# Rotstekeningen van Oued Djerat
De rotstekeningen van Oued Djerat in Tassili n'Ajjer (Algerije) behoren tot de prehistorische rotskunst van de Sahara. Ze vertonen veel verwantschap met de rotstekeningen in Zuid-Oran (Algerije) en Fezzan (Libië). Volgens Henri Lhote dateren ze tot meer dan 7.000 BP.

## Geschiedenis van het onderzoek
Lhote schreef dat de petrogliefen van Oued Djerat "al lang bekend zijn en werden gerapporteerd aan de ontdekkingsreiziger Fernand Foureau tijdens zijn expeditie van 1892-1893". In 1932 maakte luitenant Brenans overzichten van een aantal van de petrogliefen die hij naar Maurice Reygasse stuurde, destijds conservator van het Bardomuseum in Algiers. Tijdens de winter van 1934 bestudeerden de professoren Émile-Félix Gautier en M. Reygasse deze, en publiceerde kort daarna verschillende aantekeningen. Verbaasd door de grote naturalistische petrogliefen gaf hij Oued Djerat de bijnaam "Vézère van de Sahara". In november hetzelfde jaar vergezelde Lhote de geograaf Robert Perret. Tijdens de winter van 1935 keert Reygasse terug naar Oued Djerat, vergezeld van de schilder André Louis Pierre Rigal die enkele onderzoeken naar petrogliefen en schilderingen uitvoerde.
Na de schilderingen van Tassili in 1956-1957 te hebben geïdentificeerd, ondernam Lhote, aangemoedigd door generaal de Gaulle en verschillende Franse ministers, in 1959 de opdracht om, aan het hoofd van een team van vijf mensen, waaraan verschillende Toeareg-medewerkers werden toegevoegd, een inventaris van de petrogliefen van Oued Djerat (die hij in 1969 en 1970 opnieuw zou bezoeken). Hij maakte niet alleen overzichten en foto's, maar ook zo'n 60 afgietsels (vloeibare en siccatieve latex). De inventaris die hij in 1976 publiceerde beschrijft 73 locaties (genummerd naar beneden in de wadi) en bevat 2605 figuren uit verschillende perioden. De auteur, die specificeert dat er verschillende afbeeldingen ontbreken die niet zijn genummerd, schat het aantal petrogliefen in totaal "zeker boven de 4000". "Dit cijfer, uitzonderlijk voor een enkele vallei en over zo’n korte afstand, benadrukt het opmerkelijke karakter van Oued Djerat", besluit hij.
De Lhote-expeditie was uitzonderlijk vanwege de informatie die zij kon verstrekken en vanwege het uithoudingsvermogen van haar leden in het licht van de moeilijke levensomstandigheden in Tassili. De agressieve onderzoeksmethoden die destijds door het Lhote-team werden gebruikt (bevochtigen met een spons, houtskoolkrabbels) vernietigden op sommige plaatsen de biologische informatie die het mogelijk zou hebben gemaakt om ze te dateren. Tegenwoordig vallen sommige schilderingen uit elkaar als gevolg van frequente bevochtiging door bezoekers.

## Locatie
Oued Djerat is een kloof in de Siluur-Devoon-zandsteen van Tassili, tussen zeer steile kliffen. Ze mondt uit in de Illizi-vallei, ongeveer honderd km van de Libische grens. De wadi is gemiddeld 200 m breed, waarbij de kliffen aan de rand variëren van 25 tot 30 m hoog bij de monding, tot 150 m reikend naar het Nafeg-palmenbos en afnemend naar de bronnen. Het ontvangt talrijke zijrivieren, met name de Afar- en Assahor-wadi's, die tijdens regenval een grote hoeveelheid water aanvoeren. Volgens de kaarten die Lhote in zijn werk heeft gepubliceerd zijn de twee oevers van de wadi over een afstand van bijna 20 km bedekt met petrogliefen. Ze bevinden zich op de bovenste terrassen van de wadi, op de verticale wanden van gevallen blokken, vaak op het horizontale oppervlak van de aanwezige rotsen. Omdat ze zich op een hoogte van 8 tot 12 m boven het lager gelegen terras bevinden, bereikt het overstromingsniveau ze niet.

## Classificatie
Lhote onderscheidde voor de petrogliefen van Oued Djerat vier periodes, gebaseerd op de verschillen in patina's en lijntechnieken. De eerste twee perioden zijn prehistorisch, de volgende twee historisch. Lhote verklaarde: "de belangstelling voor de rotskunst van Oued Djerat ligt vooral in de petrogliefen uit de Bubalusperiode (...), zowel door hun kwantiteit als door hun kwaliteit en de problemen die ze oproepen”.

### Bubalusperiode

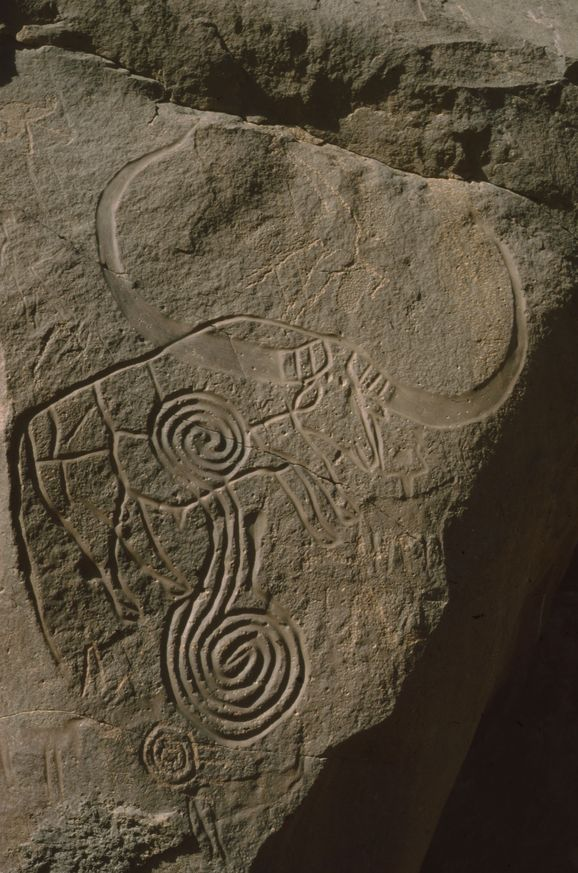
bubalusperiode

Volgens Lhote kunnen er 1060 petrogliefen worden gerapporteerd uit de Bubalus antiquus-periode, meestal groot. Hun omtrek is over het algemeen gepolijst (verlaagde U), maar soms V-vormig of eenvoudigweg uitgepikt, en hun patina is erg donker. Als bepaalde onderwerpen onder hun natuurlijke grootte worden afgebeeld, worden andere op ware grootte afgebeeld, zo niet erboven, en het komt zelden voor dat de afbeeldingen kleiner dan een meter zijn. Lhote noemt een tiental gevallen waarin het beeld werd aangevuld met een middelmatige kopie die er gelijktijdig mee lijkt te zijn. De stijl is over het algemeen naturalistisch, maar bepaalde dieren (giraffen) kunnen worden geschematiseerd. In 16 gevallen wordt de dioculaire formule (ogen boven elkaar geplaatst) gebruikt, zoals in bepaalde petrogliefen uit Zuid-Oran: we kunnen er volgens de auteur van uitgaan dat ze "de oudste in Djerat zijn".
De variëteiten van stijlen die moeilijk in chronologische volgorde te plaatsen blijven "lijken overeen te komen met een zeer lange duur van de Bubalusperiode, waarin veranderingen in de levensstijl moeten hebben plaatsgevonden", schrijft Lhote. Voor hem verschijnen de runderen pas in een tweede periode en de "vrouwen met gespreide benen" in een terminale periode. 

### Pastorale periode

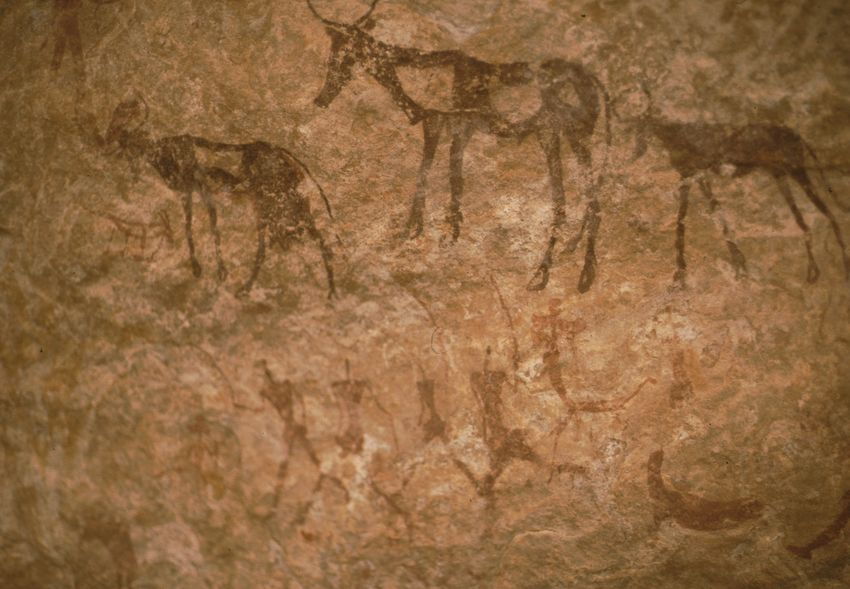
pastorale periode

De 300 petrogliefen, over het algemeen bescheidener van formaat en meer nonchalant van stijl, die Lhote aan deze periode toeschrijft, bevatten over het algemeen meer figuren met uitgepikte contouren dan gepolijste. Hun donkere patina, meestal grijsachtig, bereikt niet langer de intensiteit van glanzend zwart. De meeste van hen bevatten runderen met gespikkelde contouren, van een lagere kwaliteit dan eerdere werken, maar ook enkele giraffen, olifanten, struisvogels en zeldzame neushoorns. "De pastorale kunstenaars schijnen slechts kort indringers in de Oued Djerat te zijn geweest, waarvan het heftige karakter waarschijnlijk niet gunstig was voor het verblijf van vee.", concludeert de auteur.

### Paardenperiode

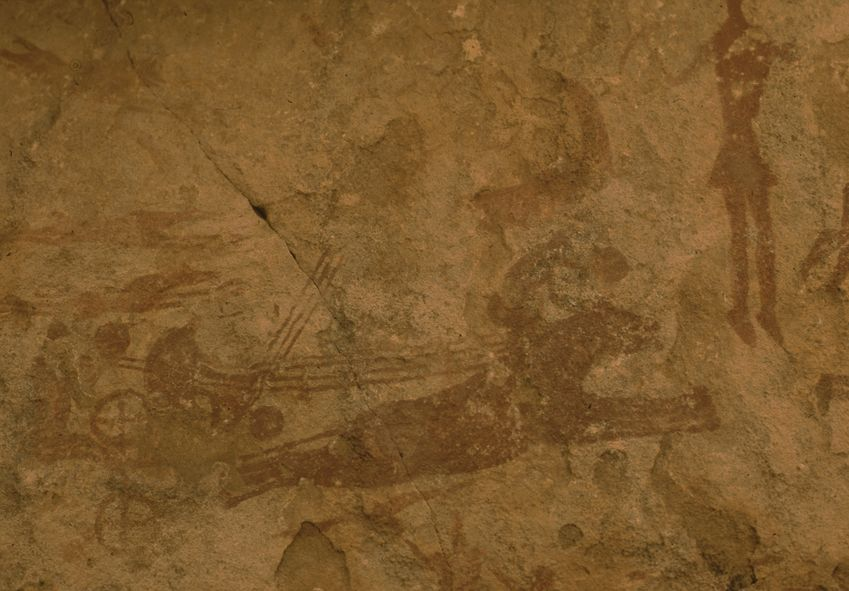
paardenperiode

De bevolking van de paardenperiode bezocht de regio veel vaker dan de veehoeders, en liet meer sporen van hun passage achter: minstens 420 kleine petrogliefen (evenals schilderingen). Hun pikwerk is fijn en regelmatig, met bleekgele patina. De bevolking uit deze periode, die met strijdwagens in de Sahara arriveerde, gebruikte brons, en voor hun creatie mag volgens Lhote het gebruik van punten van dit metaal niet worden uitgesloten.
Deze periode is verdeeld in twee subperioden: één schriftloos, gekenmerkt door wagens, de tweede met de verschijning van Libyco-Berber-karakters.
Henri Lhote onderscheidt vier groepen vanuit het oogpunt van stijl. De eerste is die van " strijdwagens in vliegende galop" En "krijgers die Libische veren dragen", gewapend met speren. De zoömorfe hoofdtooi van een van hen doet denken aan die van de Sjardana of Zeevolken.
De tweede, specifiek voor Oued Djerat, zou bestaan uit slanke menselijke figuren, voornamelijk ithyphallische mannen, met een Europide profiel, veren en een puntige baard. "Een aantal van hen is bezig met het beoefenen van de seksuele daad", merkt Lhote op. Verschillende boogschutters schieten op elkaar of jagen op moeflons .
Een derde groep (locatie I) toont kleine figuurtjes, waarvan een aantal een speer, rond schild en een dolk aan hun arm dragen. De fauna bestaat uit katachtigen en misschien een neushoorn.
Een vierde, latere groep lijkt een schrift te bezitten. Ze wordt vertegenwoordigd door "grote figuren met rechthoekige tunieken". De fauna bestaat uit giraffen, leeuwen, runderen, moeflons, struisvogels en honden.

### Kamelenperiode

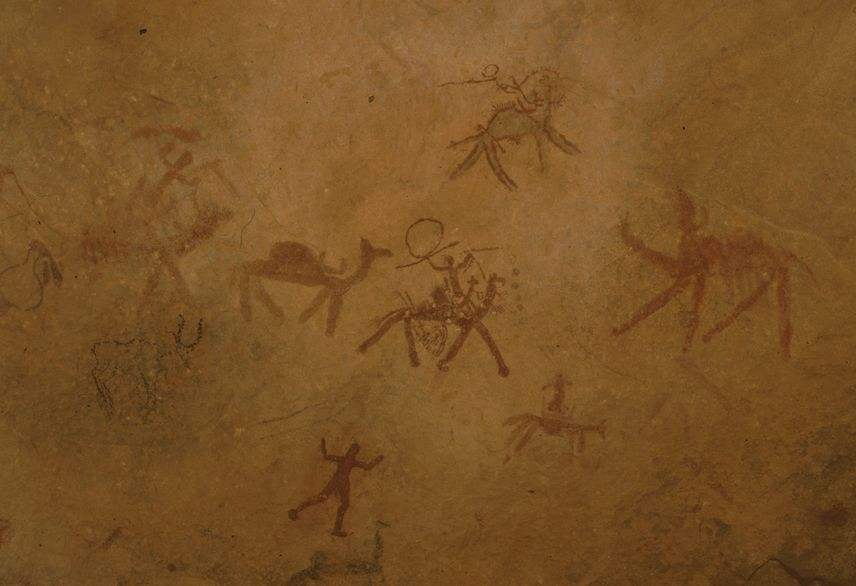
kamelenperiode

Deze latere petrogliefen, met een licht, bijna wit patina, zijn aanzienlijk minder in aantal dan die uit de voorgaande periode. Gemaakt door directe percussie, zonder gebruik van tussengereedschap, zijn hun contouren zeer onregelmatig en de afbeeldingen (mensen, kamelen, struisvogels, paarden, runderen) klein. Ook daar verschijnen alfabetische inscripties.

## Dierlijke en menselijke representaties

### Wilde dieren
De wilde fauna telt ongeveer dertig soorten die de aanwezigheid van een zeer overvloedige vegetatie en watermassa's met een zekere duurzaamheid aantonen.
De op de petrogliefen geïdentificeerde soorten zijn:
- buffel - 12 exemplaren
- olifant - 96 voorbeelden, waaronder een van 470  op locatie XXV, voor de Bubalus- en pastorale perioden, weergegeven volgens zes verschillende formules
- nijlpaard - 22 exemplaren
- neushoorn - 119 exemplaren in Oued Djerat, die de vochtigheid van de Tassili tijdens de Bubalusperiode bevestigen
- giraffe  54 voorbeelden, waaronder een bepaald aantal later dan de Bubalusperiode
- wilde ezel
- Roanantilope - 11 voorbeelden, meestal uit de Bubalusperiode
- oryx-antilope - 2 voorbeelden van na de Bubalusperiode
- addax-antilope - 5 exemplaren
- gazelle - weinig vertegenwoordigd maar destijds gebruikelijk
- moeflon
- knobbelzwijn - één exemplaar, het enige in de Sahara, hoewel het daar zeer wijdverspreid moet zijn geweest
- aardvarken - een onzeker voorbeeld
- meerkat - één exemplaar
- baviaan - 4 exemplaren
- leeuw - ongeveer tien exemplaren voor de Bubalusperiode, enkele exemplaren voor de volgende periodes
- jachtluipaard - 3 exemplaren
- hyena - 3 exemplaren
- Afrikaanse wilde hond - verschillende onzekere voorbeelden
- jakhals - één exemplaar
- haas - één exemplaar,maar verschillende zoömorfische petrogliefen vertegenwoordigen karakters met lange oren die lijken op die van de haas
- struisvogel - in alle periodes afgebeeld in verschillende stijlen
- flamingo - 3 exemplaren
- pelikaan - één groep
- uil - 2 voorbeelden die waarschijnlijk tot een vrij laat stadium van de Bubalusperiode behoren
- krokodil - 4 onvolledige exemplaren
- python - één exemplaar
- adder - 3 voorbeelden toe te schrijven aan de paardenperiode
- andere slangen - 2 voorbeelden uit de paardenperiode
- lamantijn - onzekere kopie
- vissen - 3 exemplaren op locatie XVII, herinnerend aan de tapirvissen van Niger en Tsjaad

### Huisdieren
Er zijn meerdere soorten huisdieren vertegenwoordigd:
- geit - 5 voorbeelden in de Bubalusperiode, een paar andere in de paardenperiode
- schaap - van de 9 exemplaren, sommige twijfelachtig, draagt geen enkele de zonneschijf die kenmerkend is voor petrogliefen uit Zuid-Oran
- hond - 7 onzekere voorbeelden, moeilijk te onderscheiden van de jakhals, en een groot aantal uit een late periode
- rund - neemt een bijzondere positie in vanwege de vragen die rijzen over de domesticatie ervan

De stijl, de productietechniek en de patina van de petrogliefen met runderen vertonen weinig verschil met de Bubalus-petrogliefen van neushoorns of olifanten. Lhote oordeelde in 1960 dat er reden was om "om terug te komen van de oude opvatting die het gedomesticeerde rund niet toeliet in de groep petrogliefen uit de Bubalusperiode". Een aantal superposities (met name door neushoorns) vormen hiervan het bewijs. Een afbeelding wordt ook weergegeven volgens de dioculaire formule: "een onmiskenbaar karakter van archaïsme". Verschillende aanwijzingen, met name de attributen die op de nek worden gedragen (eenvoudige en hangende kettingen) of, bij 15 van de 238 vertegenwoordigde runderen, op het hoofd (slechts twee schijven maar vaak evenwijdige lijnen op de uiteinden van de hoorns) en het naast elkaar bestaan van twee soorten (Bos brachyceros en Bos africanus met liervormige hoorns, soms op dezelfde rotsoppervlakken), waren volgens de auteur "redelijk overtuigend bewijs van de exploitatie van runderen door de mens". Sommige scènes associeerden de mens verder met het rund, wiens houding geen agressie lijkt te impliceren, maar "emotionele gevoelens, zelfs aanbidding". Lhote: "we moeten nu toegeven dat de domesticatie van het rund tijdens de Bubalusperiode al bekend moet zijn geweest, zo niet op grote schaal, dan toch in ieder geval als een begin ... waarschijnlijk in een late fase van deze periode". 
Lhote zag duidelijk dat de Zuid-Oranische rammen, in tegenstelling tot wat Stéphane Gsell en Raymond Vaufrey dachten, niet uit de Egyptische cultus van Amon konden ontlenen. De van een zonneschijf voorziene Hathor-koe, die verschijnt bij de eerste Egyptische dynastieën (rond 3000 v.Chr.) kon volgens de auteur niet aan de oorsprong liggen van de weinige frontale schijven van de runderen van de Oued Djerat: "Er is reden om elke Egyptische invloed op de oude petrogliefen van Tassili en bijgevolg op die van Fezzan te verwerpen". Vervolgens maakte de gedetailleerde studie van alle zogenaamde "Egyptische invloeden" die de oude auteurs meende te ontdekken in de centrale Sahara en in de Atlas het mogelijk om aan te tonen dat deze verbanden zeer oppervlakkig waren en gebaseerd waren op een zeer onvoldoende kennis van de Egyptische cultuur.

### Onbekende dieren
Een aantal dierenafbeeldingen uit Oued Djerat zijn niet identificeerbaar. Lhote noemt een 15-tal gevallen. Als sommigen van hen onafgemaakt lijken of misvormingen vertonen, en getuigen van het bestaan van minder vaardige kunstenaars, lijken andere bewuste afbeeldingen van denkbeeldige dieren met een samengestelde puur fantastische structuur te zijn.

### Menselijke figuren en culturele elementen

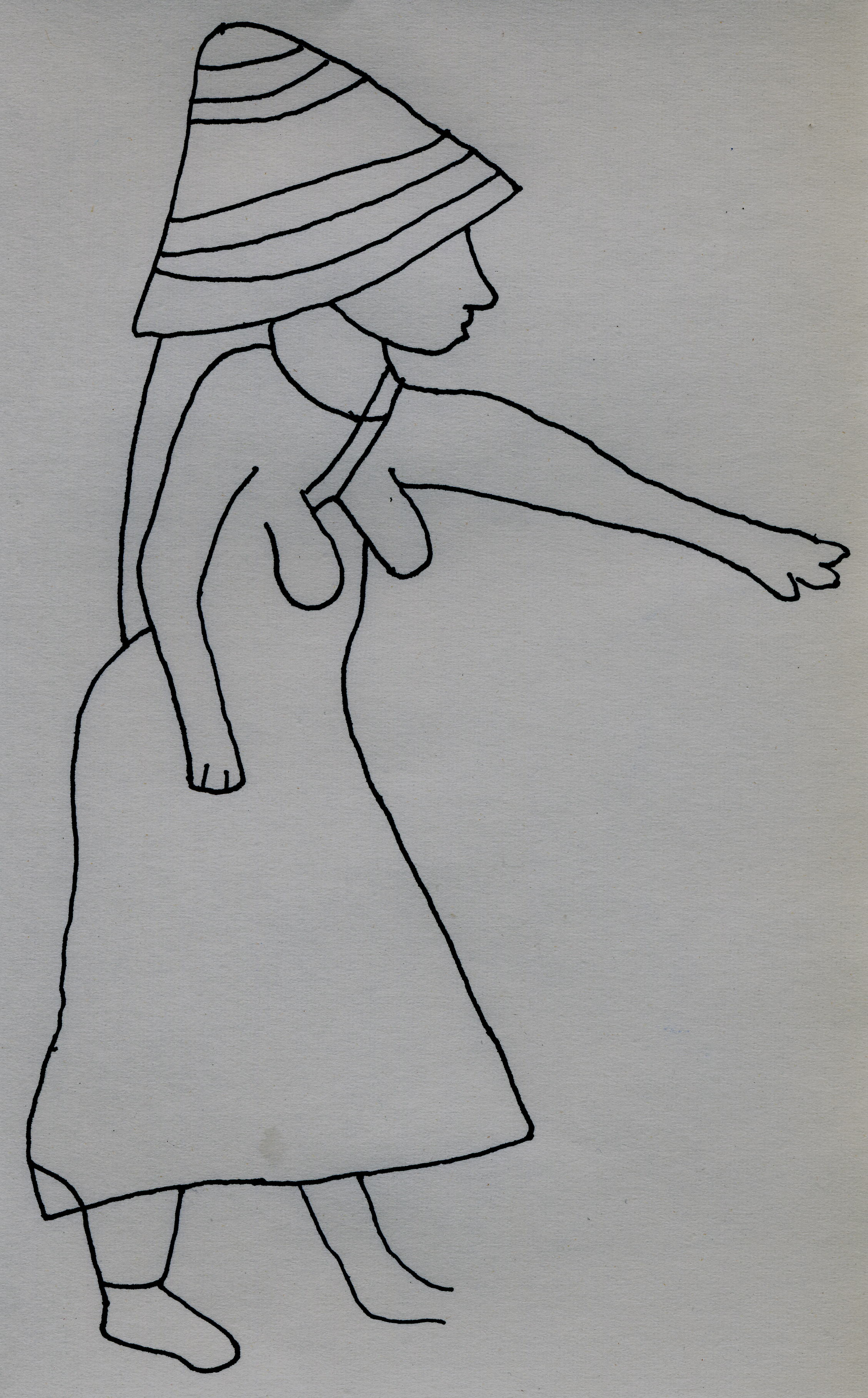
Bubalusperiode: schematische schets van een vrouwenfiguur, detail van een seksuele scène uit locatie XXXI (H: 225)

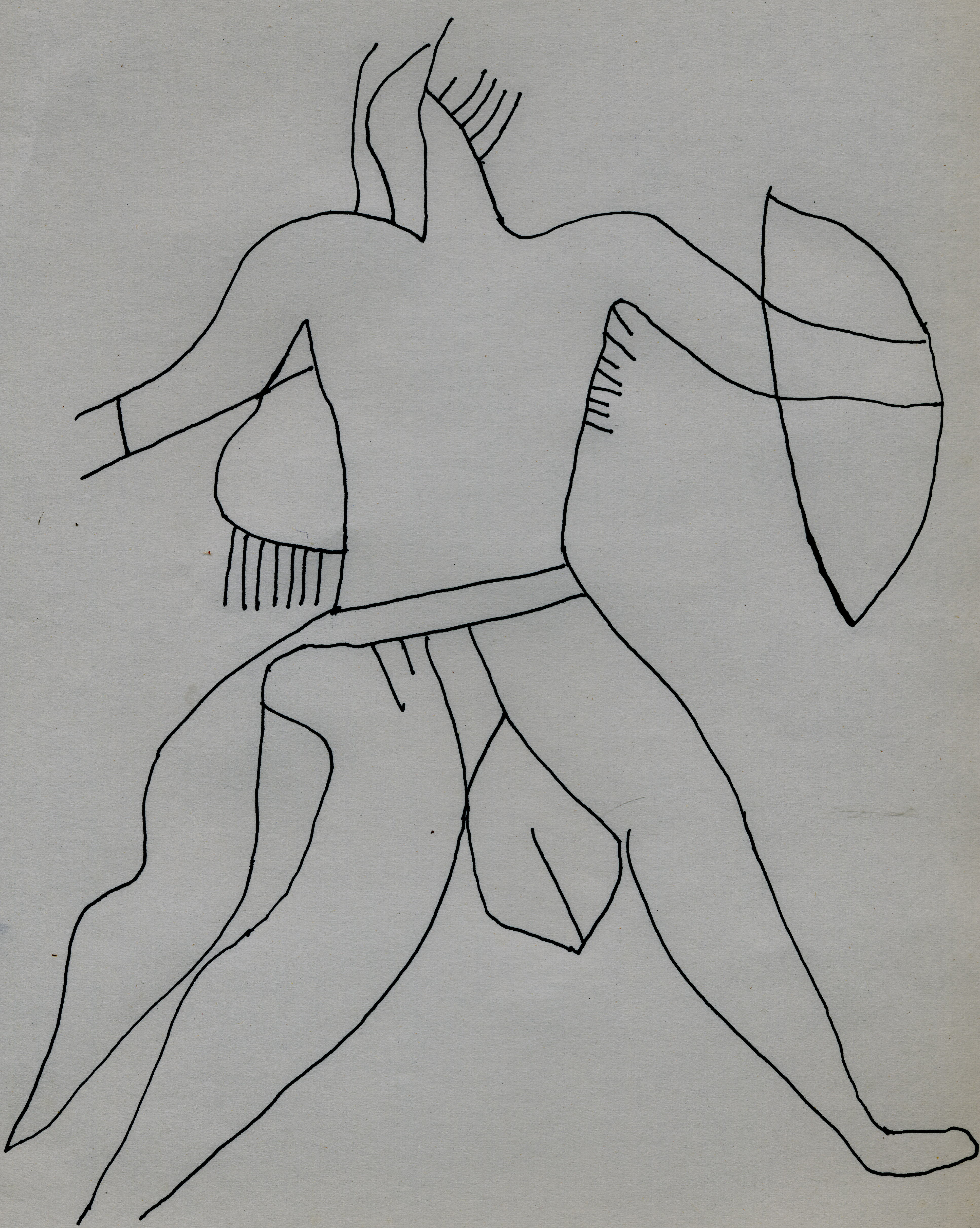
Bubalusperiode: schematische schets van een mannelijke figuur (ongeveer 100 cm), locatie XXVII

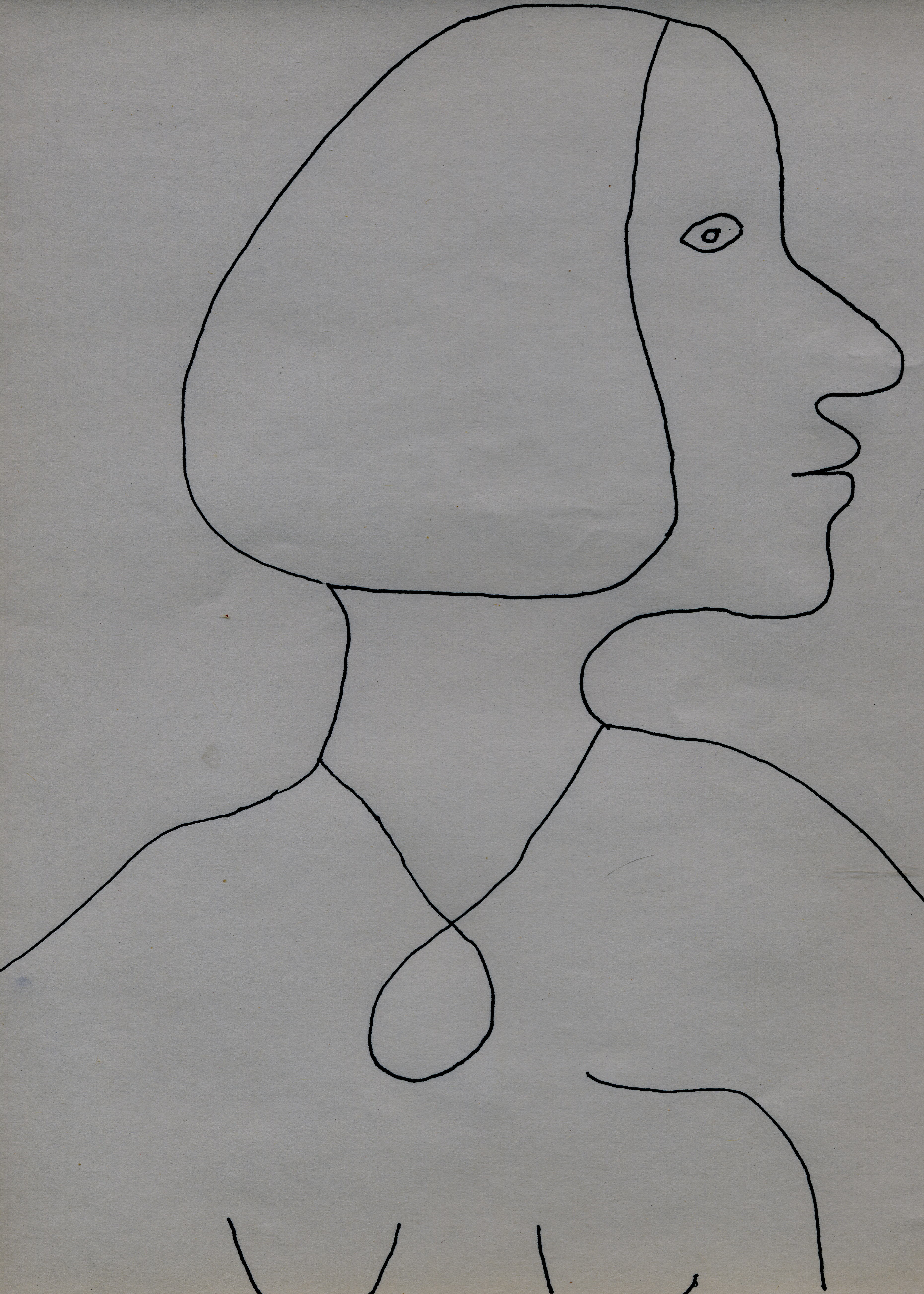
Bubalusperiode: schematische schets van een vrouwenfiguur, detail van een seksuele scène uit locatie XXVIII

De menselijke figuren uit de Bubalusperiode, met een aantal van 63, kunnen in drie groepen worden ingedeeld: natuurlijke profielen, complexe kapselprofielen en met zoömorfe hoofden.
De natuurlijke profielen van mannen en vrouwen, met middelmatige, puntige neuzen, dunne lippen en licht vooruitstekende kin, zijn voor 24 van hen duidelijk West-Euraziatisch (Europide). Sommige personages hebben hun hoofd bedekt met een hoge hoed in de vorm van een rechthoek, ruit of ovaal. Een vrouw draagt een halfbolvormig kapsel. De zoömorfe profielen, min of meer herkenbaar, lijken over het algemeen verband te houden met seksuele scènes. Verschillende zijn cynocefaal, anderen dragen hoorns (locatie XVII), lange hazenoren (locaties XXV en XXVI) of doen denken aan katachtigen (locatie XVII). Één vrouw presenteert de kop van een kikker, een andere heeft oren als kop, beide verschijnen in gespreide positie.
De kleding van de mannen kan worden voorgesteld door een lijn aan de riem, een driehoek waarvan de top, geplaatst op de hoogte ervan, een kleine cache-sexe in stof of huid suggereert (locatie XXI), een lendendoek of een echte cache-sexe waarvan de uiteinden vallen tussen de benen of op de billen (vaak verward met een fallus). Een vijftiental personen, met (locatie XXVII) of zonder lendendoek, hebben enorme penissen. De geslachtsdelen zijn nooit getekend en er is geen fallische omhulling aangetroffen. De paardenperiode vertoont ook talrijke ithyphallische karakters (met name op locaties IV, VI, VII, XIII, XVIII, XXXIV, XXXIX).
De kleding van vrouwen, wier borsten vaak bloot zijn en hun haar overvloedig, kunnen uit rokken bestaan die, strak om de taille, iets boven de enkel vallen. Enkele figuren tonen alleen een lijn bij de gordel (locatie XXIV), een band (locatie XXXVII) of een kleine driehoekige lendendoek (locatie XXXI). Bij locatie L kruisen twee diagonale banden als bretels het bovenste deel van een vrouwenfiguur.
Een aantal afbeeldingen is bijzonder opmerkelijk. Bij locatie VIII (Ahana-rots) wordt een klokvormig hoofd (ongeveer 70 cm hoog) bedekt met een knotje, strak aan de basis, waaruit een soort plukje tevoorschijn komt in de vorm van twee kleine tegenover elkaar liggende hoorns. Op locatie XXVII houdt een vrouw (135 cm hoog) met een cynomorf profiel in haar hand een kleiner personage vast dat een kind zou kunnen zijn. Op haar hoofd draagt ze een afgeknot kegelvormige hoed, gestreept met evenwijdige banden, misschien van esparto. De nek lijkt gevat in een smal en langwerpig dwangbuis. Op de borst doen drie lijnen denken aan kettingen. De borsten zijn langwerpig en hangend, boven een lange jurk die duidelijk onder de enkels valt.
In de petrogliefen van Oued Djerat zijn seksuele scènes talrijk. Émile-Félix Gautier, een van de eersten die ze bestudeerde, was in 1934 van mening dat ze niet aan het Franse publiek konden worden getoond omdat ze als pornografisch zouden worden beschouwd. Henri Lhote onderscheidt zes groepen: 
- vrouwen met de benen gebogen en gespreid in een kikkerachtige positie, geslachtsorgaan duidelijk zichtbaar (8 exemplaren)
- vrouwen afgebeeld in dezelfde houding met bijbehorende fallus (2 exemplaren)
- mannen in een vergelijkbare positie (3 exemplaren)
- paren in coïtus (drie scènes uit de Bubalusperiode, een groter aantal uit de paardenperiode)
- scènes "waarin beide geslachten op een onzedelijke manier met elkaar in aanraking komen" zoals bij locatie VIII van de Ahana-rots
- "onnatuurlijke relaties" (Bubalus, expliciet, op locatie XXVII, giraffe op locatie XXX, neushoorn, antilope op locatie XLIV)

André Malraux dacht, toen hij enkele van deze zoömorfe hoofdafbeeldingen zag, dat ze een voorafschaduwing waren van de zoömorfe goden van de Egyptische religie. Henri Lhote: " Kunnen deze relaties, die in onze ogen onnatuurlijk zijn, bepaalde mythen oproepen die in ere worden gehouden onder de Afrikaanse bevolking, waarin dieren een essentiële rol spelen in de geschiedenis van de schepping van de wereld? En zouden de relaties tussen mens en dier niet aan de oorsprong liggen van de mooiste legendes, die vandaag de dag worden geïllustreerd door het gebruik van maskers in niet-geïslamiseerde zwarte samenlevingen ten zuiden van de Sahara?" Als er geen seksuele taferelen voorkomen op de petrogliefen uit de pastorale periode, hoewel er wel enkele op de Tassili-schilderingen staan, zijn er nogal wat daterend uit de paardenperiode, waarbij copulaties daar zeldzaam blijven.
Oorlogsscènes ontbreken op petrogliefen uit de Bubalusperiode, jachttaferelen zijn zeldzaam. Uit vijf figuren blijkt, in tegenstelling tot wat de eerste auteurs van de classificaties geloofden, dat de mannen uit deze periode de boog gebruikten (locaties XX, XXVII, XXXII), net als in Zuid-Oran of Fezzan. De positie van de armen van de jagers laat zien dat ze een korte, eenvoudige boog moesten gebruiken, die ze voor hun lichaam moesten houden, zonder het oog te gebruiken om te richten. Er is slechts één voorbeeld van de bijl. De vorm is gerelateerd aan die aangetroffen in Zuid-Oran, waaronder H. Lhote is van mening dat ze, symbolisch gezien, "votiefbijlen". De werpstok lijkt afgebeeld, maar de identificatie ervan blijft twijfelachtig. Mogelijk was de hond de helper van de jagers. Uit de jachttaferelen (struisvogel, neushoorn, schaap of gazelle) blijkt dat deze activiteit essentieel bleef voor de bevolking van Oued Djerat. Eén ervan, op locatie XLVII, toont drie mannen die een Bubalus proberen te vangen bij zijn hoorns met banden. Drie andere scènes, waarvan er één onzeker is, associëren mannen met olifanten. Station LIV lijkt de gevangenneming te tonen van een babyolifant die zich schrap zet om weerstand te bieden aan zijn bestuurder, terwijl locatie LXXIV een man is die een kudde leidt met een toverstok. Een uitzonderlijke petroglief toont een rund gemonteerd door een karakter (locatie LXXXIV). Hoewel de giraffe in de Bubalusperiode in geen enkel jachttafereel voorkomt, wordt hij in de Bubalusperiode wel aangelijnd afgebeeld. Geen enkele petroglief suggereert een valstrik. Visfiguren kunnen mensen ook een beeld geven van de visserijpraktijk. Hoewel de oude neolithische bevolking van de centrale Sahara naar alle waarschijnlijkheid de landbouw strikt genomen niet kende, is het volgens de auteur toegestaan om op basis van petrogliefen die zich in andere locaties bevinden, aan te nemen dat de oogst van wilde grassen een van hun activiteiten was.
Ten slotte tonen een twintigtal petrogliefen, waarvan de oudste dateren uit de Bubalusperiode, de omtrekken van voeten, sandalen (meer dan 900 bij locatie III, recent of misschien uit de Bubalusperiode) en handen, zonder dat het mogelijk is de betekenis ervan te interpreteren. betekenis. Onder de andere culturele elementen van Oued Djerat bevinden zich 125 spiralen, zeer ongelijk verdeeld over 18 locaties (locatie XXVIII alleen al heeft er 50). Van gevarieerde ontwerpen, sommige hebben een enkele spiraal of dubbele wikkeling, andere hebben complexere composities. Een aantal ervan houdt verband met dieren.

## Relaties met de rotstekeningen van Zuid-Oran en Fezzan
Voor Henri Lhote zijn de afbeeldingen uit de Bubalusperiode in Zuid-Oran, in Oued Djerat en Fezzan de oudste in de grotkunst van Noord-Afrika en de Sahara.
De relaties tussen de Bubalus-petrogliefen van Oued Djerat en die van Fezzan zijn voor de auteur duidelijk. De stijl, de dimensionale volgorde van de onderwerpen, het patina en de weergegeven fauna zijn vergelijkbaar, hoewel de soorten talrijker zijn in Djerat. In beide regio's tonen de menselijke representaties een identiteit met zoömorfe hoofden, dezelfde aanwezigheid van seksuele scènes, en een analogie in de houding van de vrouwen met hun benen uit elkaar. Bij Fezzan ontbreken de spiralen echter. "Deze paar verschillen zijn onvoldoende om de gemeenschappelijke punten tussen deze twee centra niet te onderkennen, wat kan worden verklaard door hun geografische nabijheid", merkt Lhote op.
Door volgens dezelfde criteria de Bubalus-petrogliefen van Oued Djerat en die van Zuid-Oran te vergelijken, komt de auteur tot dezelfde conclusies, waarbij de afwezigheid van het nijlpaard en de giraffe in de afbeeldingen van de Sahara-Atlas mogelijk wordt verklaard door hydrografische en geografische oorzaken. De overvloed aan rammen in het bestiarium van Zuid-Oran moet volgens hem worden omschreven als "in relatie tot de religieuze rol" die deze voornamelijk in de regio speelden. Andere verschillen zijn de afwezigheid van zoömorfe figuren en scènes van coïtus. In de decadente fase zijn dit de gehurkte mannelijke figuren die we in Zuid-Oran tegenkomen, in Oued Djerat of in Fezzan zijn het vrouwen, terwijl in Constantijn beide geslachten in deze houding vertegenwoordigd zijn.
De drie regio’s onthullen daarom "gemeenschappelijke houdingen die niet toevallig kunnen zijn", zo goed "dat het niet mogelijk is om te twijfelen aan een zekere eenheid tussen de drie grote centra van de Bubalus antiquus- periode", besluit Lhote, en specificeert dat "de grote naturalistische petrogliefen van Ahaggar, Kaouar, Tibesti, die we neigen te assimileren met de Bubalusperiode, later zijn, hoewel afkomstig uit dezelfde artistieke school".

## Datering en oorsprong van Bubalus-petrogliefen uit Oued Djerat
Henri Lhote herinnert eraan dat er in Oued Djerat geen haard kon worden gevonden die radiometrische metingen mogelijk maakte. In Tassili gaf de haard van een schuilplaats met overblijfselen van schilderkunst uit de periode van de rondkopperiode, die een fauna laat zien die identiek is aan die uit de Bubalusperiode, een datering van 7450 BP. De door Vaufrey gegeven datum van 6000 BP zou daarom onvoldoende zijn en zou "minstens een millennium moeten  worden vervroegd".
Raymond Vaufrey bracht in 1955 de hypothese naar voren volgens welke de Bubalus-petrogliefen van Tassili, Zuid Oran en Fezzan verband hielden met de neolithische of Capsien-traditie waarvan de oorsprong ligt in de regio Tébessa - Gafsa. Op basis van talrijke argumenten was Lhote van mening dat deze hypothese moest worden verworpen. Franck-Étienne Roubet vat Lhote samen met "de studie van petrogliefen uit Zuid-Oran en de regio Tiaret benadrukt dat het centrum van deze kunst zich in het zuiden moet bevinden, dat wil zeggen in het Ksourgebergte en Djebel Amour ... van daaruit bereikte het het noorden, waarbij die van de regio Tiaret het meest noordelijk waren", en "het is daarom niet in de Constantinois dat we de oorsprong ervan moeten zoeken".
Volgens Lhote: "de petroglieflocaties gelegen tussen die van Zuid-Oran en Zuid-Constantijn, verre van mijlpalen te markeren tussen een centrum van herkomst, hypothetisch in de regio Tébessa", weerspiegelen "integendeel een laat en decadent karakter, benadrukt door verschillende superposities, en dus een migratiebeweging in de tegenovergestelde richting". "De hypothese van een Capsien-oorsprong van de neolithische kunst uit Zuid-Oran en de Sahara kan niet als geldig worden aanvaard", vat hij samen.
Op de laatste pagina's van zijn studie keert Henri Lhote dus terug naar de scheiding die verschillende prehistorici hebben gemaakt tussen de petrogliefen van Zuid-Oran en die van de centrale Sahara en Tassili, waarvan wordt aangenomen dat ze afkomstig waren uit een ander centrum van beschaving, sommige verband houdend met een Capsien-traditie, anderen uit een neolithische of Soedanese traditie. "Als het waar is dat de schilderingen van Tassili, Hoggar, Tibesti en Ennedi van een andere essentie en oorsprong zijn dan de petrogliefen uit de Bubalusperiode, is het duidelijk dat we niet zien op basis van welk criterium we de drie groepen van archaïsche petrogliefen ecologisch zouden scheiden", schrijft hij. Voor de populaties van deze Bubalusperiode, "in niets gerelateerd aan die uit de pastorale periode, behalve dat men het begin van de domesticatie van het rund onder hen kan zien", "is het onmogelijk om hun oorsprong in het Oosten te traceren". De grote naturalistische petrogliefen stellen grote wilde fauna voor die noch in de Nijlvallei, noch in de aangrenzende regio's ten oosten of ten zuiden van de rivier voorkomen. Het is daarom niet richting Egypte dat men moet zoeken naar de oorsprong van de Bubalus-kunst, maar naar de oorspronkelijke activiteiten van dezelfde etnische groep, "die tijdens het neolithicum de pre-Sahara Atlas, de Constantinois, de Fezzan en de Tassili bewoonden, toen deze regio's profiteerden van een zeer vochtig klimaat waaronder de grote fauna, genaamd Ethiopisch, zonder problemen kon leven".